# Щукина, Любовь Давыдовна
Щукина Любовь Давыдовна (9 апреля 1928, Москва — 3 марта 2015, США) — советский и российский музыковед,

"один из наиболее талантливых педагогов в истории отечественного музыкального образования"

## Биография
Родилась в Москве в семье служащих. Окончила среднюю школу и одновременно детскую музыкальную школу Ростокинского района. 
В 1946—1950 годах училась на фортепианном, а затем теоретическом отделениях Музыкального училища им. Гнесиных.. В 1950 году поступила на историко-теоретико-композиторский факультет ГМПИ им. Гнесиных, который с отличием окончила в 1955 по классу М.Э. Риттих. 
В 1956—1963 годах — педагог музыкальной литературы в Детской музыкальной школы № 2 Дзержинского района г. Москвы (ныне имени Н.П. Ракова).
В 1958—1959 годах работала редактором Всесоюзного бюро пропаганды советской музыки при Союзе Композиторов СССР (по совместительству), а также была автором музыкальных передач на иновещании Гостелерадио СССР. 
В 1962—1981 — педагог музыкальной литературы на теоретических и общих курсах в Музыкальном училище имени М.М. Ипполитова-Иванова.. 
Занималась научной работой в области совершенствования методики преподавания западноевропейской музыки.
В 1977—1978 была одним из организаторов факультатива по современной зарубежной музыке. 
В 1980—1981 руководила предметной комиссией музыкальной литературы. 
В 1981 по семейным обстоятельствам ушла из училища, но продолжала работу над учебником (в соавторстве с И.А. Гивенталь), подготовив 2-е, расширенное издание.
В 1973—1974 (по совместительству) и в 1986—1991 работала в ГМПИ им. Гнесиных., с 1988 — в должности старшего преподавателя. Вела курс истории зарубежной музыки на историко-теоретико-композиторском и исполнительских факультетах. Руководила семинаром по современной музыке, вела методику преподавания музыкальной литературы и индивидуальный класс. Работала над написанием второго тома учебника (в том же соавторстве).
Подготовила диссертацию: «Принципы системности в обучении музыкальной литературе на теоретическом отделении училища» (без защиты).
В 2010 году ГМПИ им. Гнесиных издала сборник статей и материалов, посвящённый Л.Д. Щукиной.

## Книги, брошюры, статьи, редактирование
Л. Д. Щукина. В поединке с судьбой. Героические дни Людвига ван Бетховена. — 3-е изд. — М.: Музыка, 1989. — 31 с. — ISBN 5-7140-0114-1.
Л. Д. Щукина. Песни на камнях Бастилии. — М.: Советский композитор, 1970. — 116 с. — ISBN 5-09-000570-2.
Л. Д. Щукина, И. А. Гивенталь. Музыкальная литература. Г.Ф. Гендель, И.С. Бах. Пособие для теоретических отделений музыкальных училищ. — М.: Музыка, 1976. — 400 с. — ISBN 5-86203-066-2.
Л. Д. Щукина, И. А. Гивенталь. Музыкальная литература. Выпуск 2. К.В. Глюк, Й. Гайдн, В.А. Моцарт. — М.: Музыка, 1984. — 480 с.
Л. Д. Щукина, И. А. Гивенталь. Музыкальная литература. Выпуск 1. Г.Ф. Гендель, И.С. Бах. — М.: Музыка, 1986. — 446 с. — ISBN 5-7140-0544-9.
«Золотой петушок». Музыкальная жизнь.. — М., 1969. — 22 с.
Милий Алексеевич Балакирев. Рассказы о музыке. Для школьников среднего и старшего возраста.. — М.: Музыка, 1972. — С. 52—59.
Великая песня Свободы. Музыка в школе.. — М.: Музыка, 1985. — С. 46—54.
Джузеппе Верди (1813-1901). Энциклопедический словарь юного  музыканта.. — М.: Педагогика, 1985. — С. 206.
Клод Дебюсси (1862-1918). Энциклопедический словарь юного музыканта. — М.: Педагогика, 1985. — С. 120—121.
Пауль Хиндемит [в соавторстве с В.К. Фрадкиным]. Музыкальная литература зарубежных стран.. — 2. — М.: Музыка, 2005. — С. 192—223. — ISBN 5-7140-1279-2.
Музыкальная культура Венгрии. Музыкальная литература зарубежных стран. — 2. — М.: Музыка, 2005. — С. 238—250. — ISBN 5-7140-1279-2.
Бела Барток. Музыкальная литература зарубежных стран.. — 2. — М.: Музыка, 2005. — С. 250—306. — ISBN 5-7140-0378-0.
Я. Экерт. 500 музыкальных загадок [редактирование и сочинение новых загадок, совместно с Г.Б. Бернандтом]. — 2. — М.: Советский композитор, 1972. — 124 с.